# Karl Erikson (arkitekt)

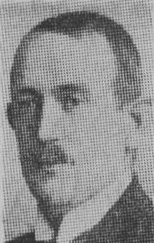
Karl Erikson

Karl Alfred Leonard Erikson, född 28 september 1883 i Ystad, död där 1961, var en svensk  arkitekt.
Erikson, som var son till byggmästare Anders Erikson och Charlotta Henrikson, avlade examen vid Malmö tekniska läroverk 1903 och studerade vid Technische Hochschule i Charlottenburg 1910–1912. Han var anställd i Berlin 1908–1914 och verksam som arkitekt i Ystad från 1915 där han även verkade som lärare vid yrkesskolan och ledamot av folkskolestyrelsen. Han var under några år tillförordnad stadsarkitekt i staden och svarade för ett stort antal byggnader såväl i Ystad som på landsbygden var av ett flertal kommunalhus och fabriker. Därefter var han sakkunnig i byggnadsärenden på landsbygden i sydöstra Skåne. Han tilldelades Pro Patrias guldmedalj och Skånska Brandförsäkringsinrättningens silvermedalj.